# Escuela de Derecho Columbus
La Escuela de Derecho Columbus (en inglés:Columbus School of Law) es la escuela de Derecho de la Universidad Católica de América.

## Historia
La Universidad Católica de América comenzó a impartir estudios de derecho en 1895, y convirtió ese departamento en escuela propia en 1898. En 1919 los Caballeros de Colón fundaron la Universidad Columbus para ofrecer educación a los veteranos de la Primera Guerra Mundial que regresaban a los Estados Unidos. Muchos profesores eran comunes a ambas instituciones, la Universidad Católica y la Universidad Columbus, y en 1959 la Universidad Columbus fue absorbida por la Escuela de Derecho de la Universidad Católica, pasando ésta a denominarse Escuela de Derecho Columbus

## Programas
Su programa de Juris doctor puede ser completado en tres años académicos.
También ofrece programas de Maestría en Leyes en Leyes & Tecnología; Derecho en Finanzas; y Derecho comparado e internacional. Mantiene un programa en Derecho Americano conjuntamente con la Universidad Jaguelónica de Polonia para estudiar los elementos sustantivos y procesales esenciales del sistema jurídico de los Estados Unidos.  